# Kallinik (Sarandopulos)
Kallinik (gr. Ἀρχιεπίσκοπος Καλλίνικος, imię świeckie Konstandinos Sarandopulos, gr. Κωνσταντῖνος Σαραντόπουλος; ur. 24 czerwca 1946 w Pireusie) – zwierzchnik Cerkwi Prawdziwych Prawosławnych Chrześcijan Hellady; arcybiskup Aten i całej Hellady (od 5 października 2010).

## Biografia
Urodził się 24 czerwca 1946 roku w Pireusie, w Grecji, w rodzinie Eustracjusza i Heleny Sarandopulos i od początków dorastania będąc wiernym Cerkwi PPCh Hellady przebywał pod duchową opieką archimandryty Kallopiusza (Jannakulopulosa) (później – metropolita pentapolski). Ukończywszy Uniwersytet Arystotelesa w Thessallonice otrzymał wyższe ekonomiczne i medyczne wykształcenie. W 1971 roku przez metropolitę Koryntu Kallistosa (Makrisa) został postrzyżony w stan mniszy z przyjęciem imienia Kallinik, ku czci świętego męczennika Kallinika, w tym samym roku był wyświęcony na hierodiakona i hieromnicha, a z czasem został podniesiony do godności archimandryty. W 1979 roku w czasie kryzysu w tej jurysdykcji poparł grupę hierarchów na czele których stanął metropolita Koryntu Kallistos (Makris).

## Posługa biskupia
21 lutego 1979 roku został wyświęcony na biskupa Achajskiego. W 1982 roku biskup Kallinik (Sarandopulos) otrzymał tytuł metropolity Eubeji. Od 1986 roku objął czasową opieka diecezję wysp jońskich i zachodniej Grecji. Od 1990 do 2000 roku otrzymując tytuł metropolity Achajskiego i Peloponezu pełnił posługę egzarchy synodu Cerkwi PPCh Hellady nad zachodnią i środkową Europą, oraz generalnego sekretarza synodu, jak również wchodził w skład Synodalnej Komisji do spraw dogmatycznych i kanonicznych. Od 1995 do 2009 roku był odpowiedzialny za arcypasterską opiekę nad misją „prawdziwego prawosławia” na terenach Serbii, otwierając tam monastery oraz parafie.

## Zwierzchnik PPCH Grecji
5 października 2010 roku, podczas posiedzenia Świątobliwego Synodu Cerkwi Prawdziwych Prawosławnych Chrześcijan Grecji, który zebrał się w Atenach w cerkwi św. Paraskiewy, poprzez 8/3 głosów został wybrany na arcybiskupa Aten i całej Hellady. 17 października w cerkwi św. Atanazego Wielkiego znajdującej się w ateńskiej dzielnicy Nowa Filadelfia odbyła się uroczysta intronizacja. 5(18) marca 2014 roku podczas posiedzenia synodu pod jego przewodnictwem doszło do podpisania aktu zjednoczeniowego struktur Cerkwi PPCh Grecji z Synodem Oporu. Zwieńczeniem prac synodu stały się uroczyste, wraz ze wszystkimi hierarchami, wspólne sprawowanie liturgii.